# Улица Крылатские Холмы
У́лица Крыла́тские Холмы́ (название с 10 мая 1984 года) — улица в Западном административном округе города Москвы на территории района Крылатское.

## История
Улица получила своё название 10 мая 1984 года по пересеченному рельефу местности и по старинному селу Крылатское, известного по документам как Крилатьское (1417 год), Крылатско (1454 год), Крылецкое (1572 год), Крылацкое (XVIII век), мотивация названия не установлена. Предлагаемая связь со словом «крыло» сомнительна; возможно, название образовано от древнерусского глагола «крити», «кринути» — «купить», то есть село было новым владельцем у кого-то куплено, а не пожаловано или вновь основано.

## Расположение
Улица Крылатские Холмы проходит от Рублёвского шоссе на северо-восток параллельно Крылатской улице, поворачивает на северо-запад, проходит параллельно Рублёвскому шоссе, с юго-запада к улице примыкает Рубежный проезд, улица поворачивает на восток, затем на север и на запад, с юга к ней примыкает Осенний бульвар, улица проходит до Осенней улицы. Между Крылатской улицей, улицей Крылатские Холмы и Осенней улицами расположен ландшафтный заказник «Крылатские Холмы». Нумерация домов начинается от Рублёвского шоссе.

## Примечательные здания и сооружения
По нечётной стороне:
- д. 3 — Клинико-диагностический центр № 4, Всероссийский научно-исследовательский институт компьютерной томографии;
- д. 5 — детская поликлиника № 130;
- д. 9 — детский сад № 1605;
- д. 11 — детский сад № 1671;
- д. 13 — школа № 1133 (структурное подразделение № 2);
- д. 15, к. 1 — школа № 1133 (структурное подразделение № 1);
- д. 17 — детский сад № 700;
- д. 19 — школа № 63 (детский сад № 1566);
- д. 23 — школа № 63;
- д. 25, к. 1 — школа № 63 (детский сад № 608);
- д. 25, к. 2 — школа № 63 (детский сад № 1478);
- д. 27, к. 1 — Управа района Крылатское;
- д. 33, к. 1, д. 33, к. 3 — жилой комплекс «Крылатские огни»;
- д. 45, к. 1, д. 45, к. 2 — школа № 1371;
- скульптурная композиция «Лось» — перед д. 49[6];
- д. 51 — поликлиника № 195.

По чётной стороне:
- д. 28, к. 1 — гимназия № 1593;
- д. 28, к. 2 — детский сад № 1676;
- д. 28, к. 3 — гимназия № 1593 (структурное подразделение № 2);
- д. 28, к. 4, д. 28, к. 5 — санаторный детский дом № 17;
- д. 30, к. 6 — детский сад № 1641;
- д. 34 — торгово-культурный центр микрорайона Северное Крылатское.

## Транспорт

### Автобус
- 229: от Осенней улицы до Осеннего бульвара, от Осеннего бульвара до Рублёвского шоссе.
- 733: от Рубежного проезда до Осеннего бульвара и обратно.
- 829: от Рублёвского шоссе до Осеннего бульвара и от Осеннего бульвара до Осенней улицы.
- 850: от Рубежного проезда до Осеннего бульвара и от Осеннего бульвара до Осенней улицы.

### Метро
- Станция метро «Крылатское» Арбатско-Покровской — западнее улицы, на Осеннем бульваре.
- Станция метро «Молодёжная» Арбатско-Покровской линии — южнее улицы, на пересечении Ельнинской и Ярцевской улиц.